# Bolitoglossa suchitanensis
Bolitoglossa suchitanensis es una especie de salamandra de la familia Plethodontidae.
Es endémica del departamento de Jutiapa (Guatemala); se encontró en las laderas del volcán Suchitán.